# Bandeira da Grande União
A "Bandeira da Grande União", (também conhecida como a "Cores Continentais", a "Bandeira do Congresso", a "Bandeira de Cambridge", e a "Primeira Insígnia Naval"), é considerada a primeira bandeira nacional dos Estados Unidos.
Esta bandeira era composta por 13 listras vermelhas e brancas com a "Bandeira da União" (anterior à inclusão da Cruz de São Patrício da Irlanda) ao cantão.

## Antecedentes

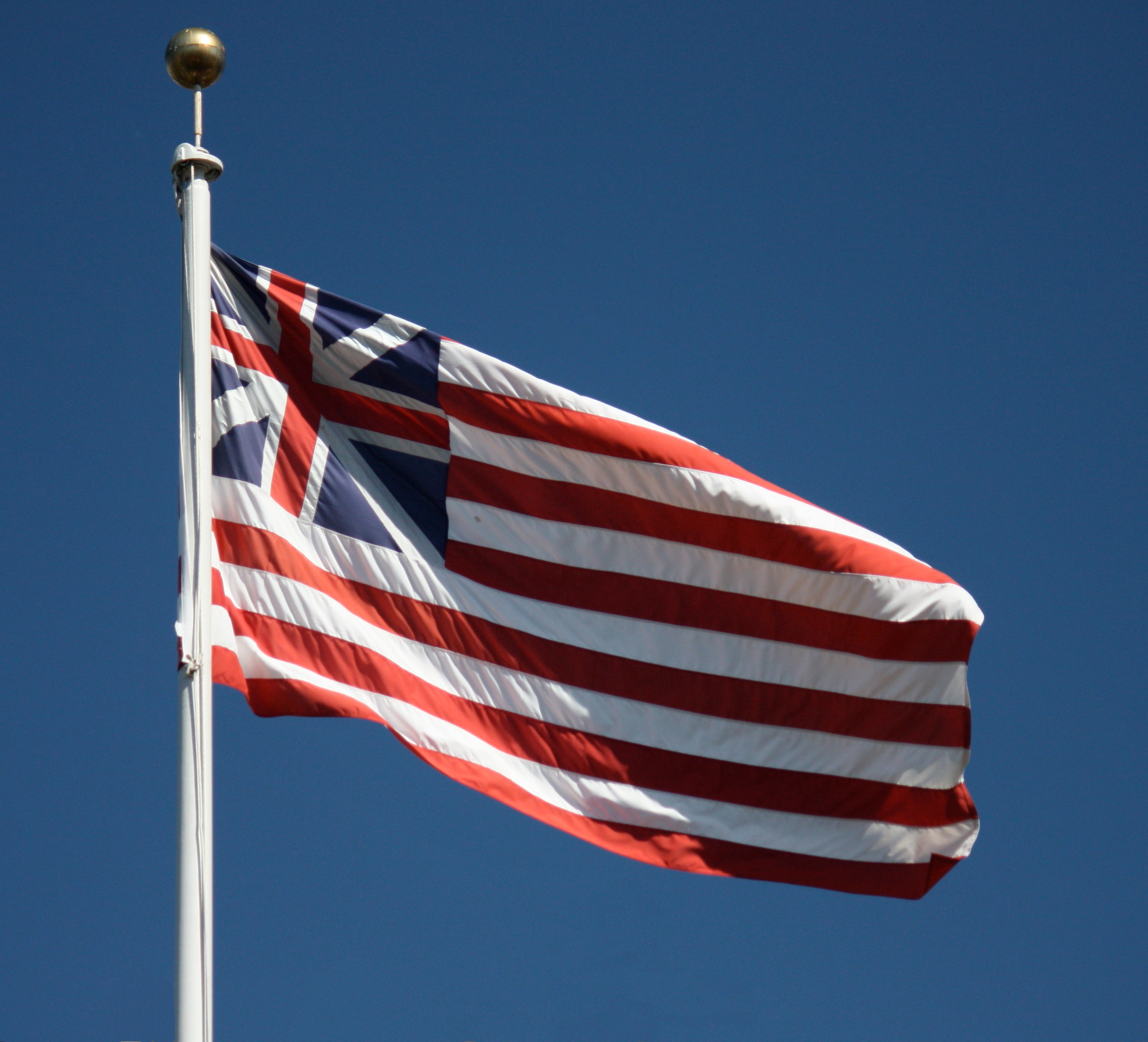
Uma réplica da bandeira tremulando fora do San Francisco City Hall, San Francisco, Califórnia

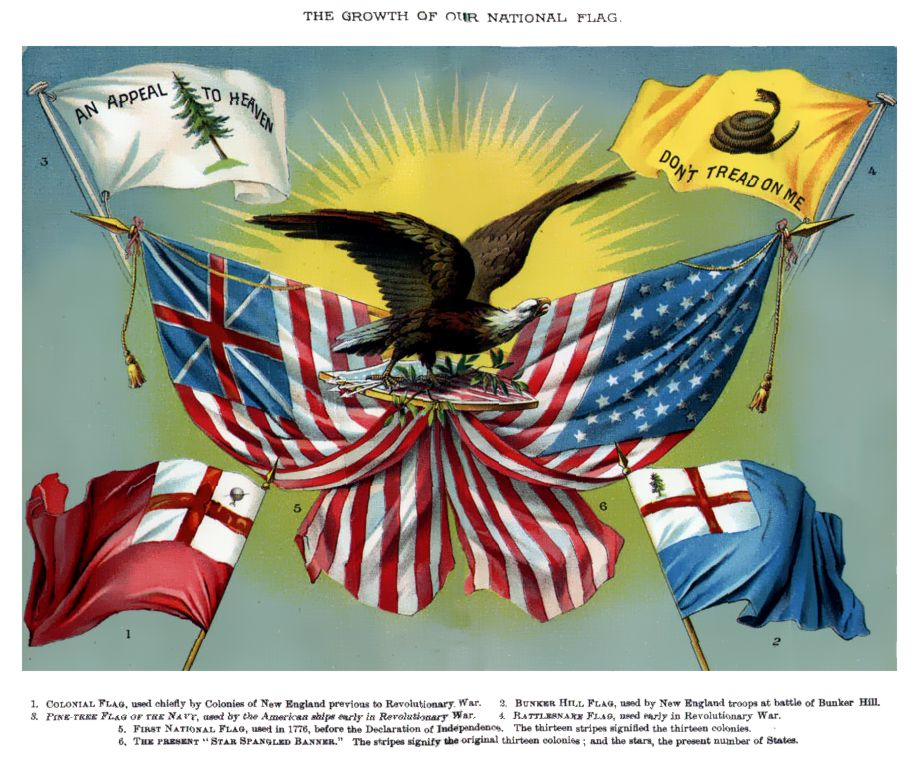
"Primeira Bandeira Nacional", Texto Escolar, Uma Breve História dos Estados Unidos, 1880

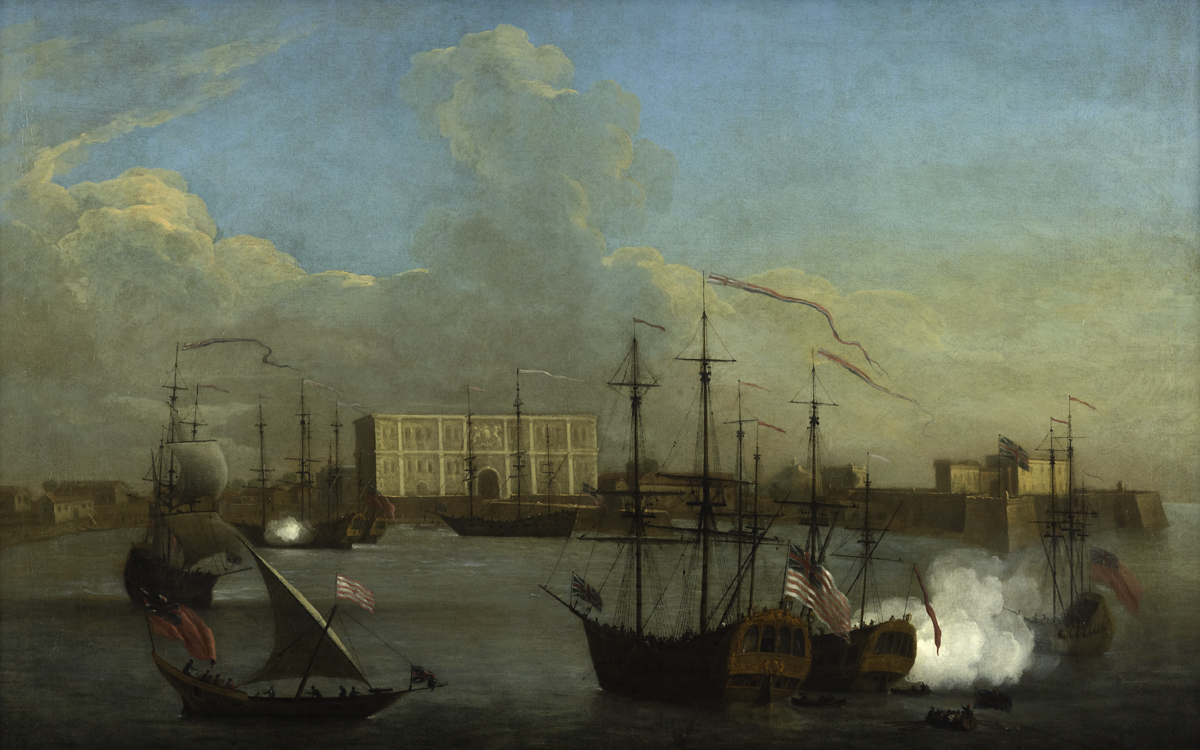
Pintura da bandeira da Companhia das Índias Orientais, 1732

A bandeira foi desfraldada pela primeira vez a 3 de Dezembro de 1775 por John Paul Jones (na altura um tenente da Marinha Continental) no navio Alfred em Filadélfia. A bandeira do Alfred tem sido atribuída a Margaret Manny. Foi usada pelas forças Continentais Americanas como insígnia naval e bandeira de guarnição em 1776 e princípios de 1777. Acredita-se que a bandeira foi içada pelo exército de George Washington no Dia de Ano Novo de 1776 em Prospect Hill, Charlestown (hoje parte de Somerville), perto do seu quartel-general em Cambridge, Massachusetts, e que a bandeira foi interpretada por observadores Britânicos como um sinal de rendição. Teorias recentes contestam esta narrativa tradicional, concluindo que a bandeira hasteada em Prospect Hill era provavelmente uma bandeira da união Britânica.
O modelo da bandeira da Grande União é semelhante ao da bandeira da Companhia Britânica das Índias Orientais (CBIO). De facto, certos modelos da CBIO em uso desde 1707 (quando o cantão foi mudado da bandeira de Inglaterra para a da Grã-Bretanha) eram idênticas, com o número de listas variável entre 9 e 15. Essas bandeiras da CBIO, que eram provavelmente bem conhecidas pelos colonos Americanos, têm sido a base de uma das teorias da origem do modelo da bandeira da Grande União.
O Ato da Bandeira de 1777 autorizou como bandeira nacional oficial um modelo semelhante ao da Grande União, com 13 estrelas (a representar as treze colónias originais) num campo de azul, em substituição da bandeira da união Britânica no cantão. A sobreposição de cruzes simbolizava os dois reinos, Inglaterra e Escócia; esta maneira de representar os componentes chamados estados na América, foi adoptada na forma de estrelas, aludindo a universalismo, em vez da limitação de usar cruzes, e não sendo as cruzes tão representativas de cada colónia (ao contrário de São Jorge para a Inglaterra, Santo André para a Escócia e mais tarde, São Patrício para a Irlanda).
Atualmente, a bandeira da Grande União é frequentemente incluída em exposições de história da bandeira dos Estados Unidos como a "primeira bandeira" do país, tal como em atos Presidenciais. Portal:Heráldica